# Coup d'État du 2 décembre 1851 à Millau
Le coup d'État du 2 décembre 1851, organisé par le président de la Deuxième République française Louis-Napoléon Bonaparte et son entourage, provoque des réactions dans de nombreuses régions françaises. À Millau, sous-préfecture du département de l'Aveyron, les Républicains tentent en vain de s'opposer au coup d'État.

## Millau en 1851

### Contexte national
L’année 1851 commence dans un climat politique tendu. La situation économique n’est guère encourageante en France, et les cuirs et peaux qui emploient une grande partie des Millavois sont dans une période morose. 
Quant à la situation politique, elle ressemble à une impasse. La Deuxième République, instaurée par la révolution parisienne de 1848, est partagée depuis 1849 entre une assemblée plutôt monarchiste et un président, Louis-Napoléon Bonaparte, le neveu de Napoléon Ier, qui a des ambitions impériales. Or il a été élu le 10 décembre 1848 pour un mandat de quatre ans non renouvelable, qui doit donc s’achever en 1852. Bien qu’il ne puisse pas se représenter, sa popularité laisse penser qu’il recueillera de nouveau la majorité des suffrages, en toute inconstitutionnalité. En effet, les bulletins de vote n’étaient pas encore pré-imprimés, et l’on pouvait écrire le nom de « son » choix. 
Quant aux républicains, minoritaires mais encore déterminés, ils sont victimes d’une répression croissante depuis 1849 : censure, interdiction des réunions, surveillance policière et administrative, procès. 
La peur de l’agitation sociale et du retour de la révolution unit tous les partisans de l’Ordre, les « blancs », bonapartistes et monarchistes, contre les démocrates, progressistes républicains et socialistes, les « rouges ». D’ailleurs, début janvier 1851, les autorités, préfectures et sous-préfectures, gendarmerie, police, mairies, reçoivent des instructions ministérielles pour renforcer discrètement la surveillance politique afin d’éviter les désordres. 

### La ville en 1851
Millau est alors une petite ville industrieuse de 10 000 habitants. Si l’agriculture est encore une activité importante en termes d’emploi, le secteur des cuirs et peaux fait la richesse de la ville. La ganterie a commencé son irrésistible croissance, même si elle est encore devancée par la tannerie et la mégisserie. Le statut de sous-préfecture, avec son tribunal de première instance, confère à la cité son caractère administratif, qui reste modeste. 
Les familles aristocratiques d’ancien régime sont toujours présentes et animent le courant légitimiste, c’est-à-dire monarchiste partisan du retour des Bourbons. Les notables calvinistes, dont la communauté représente 10 % de la population, sont nostalgiques de la monarchie de Juillet et de la famille d‘Orléans. Mais avec l’échec et la fuite de Louis-Philippe Ier en 1848, l’orléanisme n’est plus d’actualité. L’instauration de la république a été soutenue par quelques petits notables, et elle a aussi suscité des espoirs chez les ouvriers et les artisans, d’où a émergé un petit groupe d’activistes socialistes. Enfin, le bonapartisme, qui était en sommeil avant 1848, a pris un essor considérable en trois ans. 
Millau, ville quasiment apolitique début 1848 selon Claire Durand, est devenue sensible aux tendances nationales.

## Les Républicains millavois à la veille du coup d’État
Les rapports du commissaire de police Morisson indiquent que les « rouges » de Millau se réunissent régulièrement dans une auberge de la place de la Capelle, chez la veuve Régis. Ils y étaient une cinquantaine en mars 1850, ils sont 200 en avril 1851, principalement des artisans et des ouvriers. Un jeune clerc d’avoué, Émile Michelet, y fait la lecture de La Voix du Peuple, et tous ensemble, ils chantent des chansons « patriotiques » : nous l’aurons, nous l’aurons la république rouge, nous l’aurons le poignard à la main.
Les notables républicains se réunissent de leur côté, en particulier pour préparer les élections de 1852. Ainsi, fin novembre 1851, le leader villefranchois Louis Caussanel est à Millau pour plusieurs jours. Le 27, il est invité à déjeuner à l’hôtel Aldy par Vincent Rozier. Ancien procureur du tribunal de Millau, Rozier était devenu sous-préfet républicain en 1848. Évincé de ses responsabilités publiques pour ses opinions progressistes, il a pris la robe d’avocat. Les autres convives sont le jeune médecin Alexandre Pougens, l’ancien greffier et ancien conseiller général de Peyreleau Hippolite Valibhouse, et Jules Bonhomme, banquier de profession, passionné par l'agronomie, membre actif de la jeune Société des Lettres, Sciences et Arts de l'Aveyron, il est le leader charismatique des républicains millavois. Comme cadeau de bienvenue, Caussanel reçoit un bouquet artificiel de fleurs « très rouges ».
Caussanel rencontre également la cheville ouvrière du socialisme millavois, Lucien Marcillac, limonadier de la place du Mandarous. Ils se rendent à Rodez pour une réunion départementale des responsables républicains. C’est là que le 3 décembre ils apprennent la nouvelle du coup d'État.
En effet, après avoir tenté en vain de réformer la constitution, Bonaparte organise un coup d'État pour dissoudre l'assemblée, établir l'état de siège, et organiser une nouvelle constitution qui lui donne le pouvoir. 
L'opération « Rubicon » a lieu à Paris le matin du 2 décembre 1851, date anniversaire du sacre impérial de Napoléon 1er et de la victoire d'Austerlitz.
L’armée boucle la capitale, investit le parlement, arrête les leaders républicains et les députés de l’opposition monarchiste. Victor Hugo entre en résistance, mais les Parisiens, durement éprouvés en 1848, bougent relativement peu, et la tentative d’insurrection est noyée dans le sang le 4 décembre. Toutefois, la révolte se propage dans une partie des provinces françaises.

## Tentative de résistance : le 4 décembre 1851 à Millau[7]
La nouvelle du coup d'État arrive à Millau, via Toulouse, par la malle-poste de Rodez, le matin du 4 décembre vers 9 heures.
Le sous-préfet Dejoux, partisan de l'ordre, donc du prince-président, réunit le lieutenant de gendarmerie Koel qui dispose de six hommes, le nouveau commissaire de police Pouzergues qui en a deux, et le maire Aristide Rouvelet, ancien orléaniste devenu républicain modéré, qui s'est finalement rangé derrière Bonaparte, et qui peut s'appuyer seulement sur trois sergents de ville et la compagnie de sapeurs pompiers. Le maire convoque le conseil municipal pour 13 h.
Depuis les cafés de la place du Mandarous, les républicains réagissent : ils appellent à un rassemblement à midi, envoient des hommes alerter les ouvriers dans les ateliers, essaient en vain de faire imprimer une affiche.
À partir de midi, les Millavois commencent à affluer sur le Mandarous. Vers 13 h, 300 à 400 hommes, conduits par Jules Bonhomme, se rendent à la mairie, l'ancien hôtel de Tauriac qui jouxte le beffroi. Ils y pénètrent en nombre. Bonhomme demande au maire que la municipalité prenne part au Comité de Résistance qu'il compte mettre en place. Le maire refuse et ne veut pas donner la clé de la grande salle de la mairie. La porte est enfoncée « d'un coup de cu » par Séraphin Villaret, employé aux messageries du Vigan. La foule y entre, et quelques leaders montent sur la table pour organiser le Comité. Des ouvriers réclament les fusils qu'ils savent enfermés dans l'arsenal de la mairie. La porte est forcée et l'on se distribue 300 fusils et quelques sabres. Étienne Bernard, dit la Grandeur, « écrivain public dans la misère », doit à sa taille de se retrouver avec un drapeau dans les mains. David Valez dit Fricou, serrurier, et Ferdinand Cambourieu, cordonnier, récupèrent les tambours. On laisse des factionnaires à l'entrée de la mairie, et le reste de l'équipée se rend place de la Fraternité pour organiser une sorte de Garde républicaine. Lucien Caldesaigue, dit Vingtième, ancien militaire, ouvrier gantier de 35 ans, est chargé de commander la troupe.
Pendant ce temps, le conseil municipal a rédigé une proclamation appelant au calme et à l'attente de la suite des événements. Il fait le tour de la ville pour la diffuser. Peu après un groupe de républicains, avec tambours et drapeau, fait le même tour pour appeler à la résistance.
Les insurgés-résistants ont envoyé une partie des hommes armés à la poudrière qui se trouve sur la route de Paris (avenue Jean Jaurès), au-delà du Pont de Cabre. Le but est d'empêcher que les autorités puissent utiliser la poudre.
Après un moment de calme, l'attente des nouvelles de l'extérieur fait monter la tension. Les insurgés-résistants interceptent les malles-postes qui apportent le courrier du soir, et arrêtent des gendarmes des environs appelés en renfort par le sous-préfet. Les altercations se multiplient, et l’atmosphère devient électrique. 
Les nouvelles sont mauvaises : la résistance à Rodez a échoué et la situation n'est guère favorable aux républicains ailleurs. Le Comité, composé de notables, s'oppose au désir de jeunes ouvriers de prendre de la poudre pour armer leurs fusils. Une rumeur d'incendie, quelques accrochages verbaux, et finalement à 23 heures, tout le monde abandonne son poste et rentre chez soi en laissant la plupart des fusils sur place : ils n’avaient ni poudre, ni munitions.

## Après le 4 décembre: la répression[10]
Le lendemain matin le sous-préfet fait placarder un appel à déposer les autres fusils et à rester calme, et le procureur Pujade commence son travail d'enquête. En quelques jours il interroge 88 personnes, témoins et participants. Les premières arrestations ont lieu le 8 décembre. Puis, en janvier 1852, conformément aux ordres, il dresse des dossiers d'inculpation qui seront transmis à un tribunal spécial appelé Commission mixte, composée du préfet, d'un militaire et d'un magistrat. Pas d’avocat de la défense, pas de comparution des accusés, les peines sont fixées uniquement d'après les dossiers du procureur.
Le procureur de Millau sélectionne 31 des participants cités par les témoins. Ses critères ne sont pas entièrement justifiés par les documents. En effet, il inculpe des acteurs secondaires, ou des hommes qui ont tenté de calmer les plus déterminés, alors qu'il oublie certains meneurs. Les inculpés sont d’abord les trois leaders qui ont « excité à l'insurrection », Jules Bonhomme, Antoine Tarayre et Joseph Maury. Il y a aussi ceux qui sont allés dans les ateliers appeler au rassemblement et d'autres « dangereux », « méchants » et « ardents démagogues » qui ont commandé des groupes d'insurgés armés, en particulier les chefs de poste à la poudrière, et ceux qui, arme à la main, ont bravé les autorités établies. Mais sont également inculpés le porteur de drapeau, les tambours, et des éléments modérateurs qui ont le tort d'être des républicains de longue date (Rozier, Valibhouze et le menuisier Decombis).
Les dossiers sont divisés en deux groupes : 14 « plus coupables » pour lesquels le procureur requiert « Algérie plus » soit dix ans de bagne, et 17 « moins coupables » pour lesquels il demande « Algérie moins » soit cinq ans de bagne. 
Le réquisitoire de Pujade est donc très dur. La commission mixte ne l'a pas entièrement suivi, mais la plupart des inculpés ont passé plusieurs mois en détention provisoire. Trois prévenus ont été relaxés (les deux tambours et Decombis), trois ont été placés sous surveillance (dont Villaret et le porte-drapeau Bernard), cinq ont été condamnés à des peines de prison sur le territoire français, deux ont été bannis, les dix-neuf autres ont été condamnés à la déportation en Algérie. Pendant l’été 1852, certaines peines sont commuées. Ainsi Jules Bonhomme d’abord condamné à la déportation est finalement expulsé du territoire vers l’Angleterre. Il serait passé par Jersey et aurait rencontré Victor Hugo. 
En février 1853, une grâce générale est décrétée. Elle ne s’applique que si le condamné prête serment d’allégeance au nouveau régime. Entretemps, le plébiscite donnant les pouvoirs constitutionnels au prince-président a recueilli une majorité écrasante, puis l'Empire a été proclamé, le 2 décembre 1852. Le président Bonaparte est devenu l’empereur Napoléon III.
En 1853, les derniers condamnés de Millau rentrent au pays. La plupart restent très hostiles à l'Empire, ainsi qu’une partie de la population ouvrière millavoise, au contraire des notables et des paysans. La revanche arrive avec la chute de Napoléon III en 1870 et l'avènement de la IIIe république.

## 1881: l'indemnisation des victimes[11]
En 1881, deux ans après la victoire totale des républicains aux élections et trente ans après les événements de décembre, une loi organise l'indemnisation des survivants ou de leur famille. 
Jules Bonhomme, installé à Rodez, est membre de la commission qui instruit les dossiers, qui éclairent sur le destin de plusieurs des insurgés-résistants condamnés en 1852. La plupart vivent dans la misère, certains ont gardé des séquelles de leur détention ou en sont morts. 
Ainsi Paul Frédéric Bénézech, fabricant de chandelles à La Tine, quartier de Millau. Selon le procureur « il appartient à une famille de révolutionnaires ardents, il aime le travail mais les idées démagogiques et l'anarchie vont à son caractère, il participe aux réunions politiques des auberges de la banlieue ». Le 4 décembre, il était en faction à la mairie, et a empêché les pompiers d'entrer. Condamné à la « transportation » en Algérie, il a ensuite été transféré à la prison de Riom. Le dossier conserve une lettre de sa sœur Nancy adressée au « Prince-président », qui explique qu'il n'a jamais été socialiste, qu'il a participé pour empêcher le pire et que leur père idolâtre l'Empereur Napoléon Ier. Rentré à Millau en août 1852, il est placé sous surveillance puis gracié le 3 février 1853. Il meurt en 1860 des suites des peines subies. En 1881, sa veuve obtient une pension.
Le cas d’injustice le plus flagrant est sans doute celui de Casimir Hippolite Vidal, « marchand de nouveautés ». Le 4 décembre vers 13h, il a été pris d’une violent mal de tête et s’est retiré chez lui pour s’aliter. Il n’a donc pas participé aux événements. Malgré le certificat médical et les nombreuses attestations jointes au dossier du procureur, il est condamné à la déportation pour « l’exaltation de ses opinions et l’activité de sa propagande ». Il passe plusieurs mois au bagne. À son retour, son commerce est ruiné. En 1881, ses enfants sont indemnisés.
Quant à Vincent Rozier, après plusieurs mois à la prison d’Aurillac, il rentre et se retire dans sa maison bourgeoise de Verrières, dont il devient en 1870 le premier maire de la IIIe république. Par testament, il lègue sa maison à la municipalité qui en fait la mairie du village.

## Conclusion
La même histoire s’est déroulée dans de nombreuses petites villes de France. Elle reste relativement méconnue, malgré un regain d’intérêt depuis les années 2000. C’est pourtant elle qui a contribué à ancrer le sentiment républicain dans de nombreuses familles françaises. 

« Il était nécessaire qu’on sût bien, et qu’on sût à jamais, que, dans la bouche des hommes du passé, ce mot, Ordre, signifie : faux serment, parjure, pillage des deniers publics, guerre civile, conseils de guerre, confiscation, séquestration, déportation, transportation, proscription, fusillades, police, censure, déshonneur de l’armée, négation du peuple, abaissement de la France, sénat muet, tribune à terre, presse supprimée, guillotine politique, égorgement de la liberté, étranglement du droit, viol des lois, souveraineté du sabre, massacre, trahison, guet-apens. »

— Victor Hugo, Napoléon-le-Petit, Bruxelles, août 1852.